# Alexis (prénom)
Pour les articles homonymes, voir Alexis.
Alexis est un prénom français d'origine grecque.

## Étymologie
Le prénom français « Alexis » a pour origine le prénom grec ancien Ἄλεξις / Álexis, signifiant « le secourable », dérivé du verbe ἀλέξειν / aléxein (« défendre », « garder », « protéger »).
« Alexis » est devenu, aux États-Unis et dans plusieurs pays européens, un prénom féminin. Ce changement a peut-être pour cause la popularité de l'actrice canadienne Alexis Smith, qui a été considérable dans les années 1940. Pourtant il n'y a pas de précédent historique, sauf si l'on considère l'emploi du prénom Alexis dans L'Astrée d'Honoré d'Urfé.

## Variantes

### Diminutifs
- Alex
- Aliocha, diminutif russe

### Variantes linguistiques
- français :
  - au masculin : Alexis, Alexi, Alexian, Alexys, Alexio, Alexy
  - au féminin : Alexia, Alexiane, Alexie, Alexis
- allemand : Alexis
- américain : Alec, Alex, Alistair
- anglais : Alexis
- bulgare : Алекси (Alexi ou Aleksi)
- espagnol : Alejo
- gallo : Citaou
- grec : Αλέξης (Alexis) ou Αλέξιος (Alexios)
- italien : Alessio
- poitevin : Aléssi [3]
- portugais : Aleixo
- russe : Алексей (Alekseï)
- ukrainien : Олексiй (Oleksiï)

## Histoire
Alexis a été très prisé dans le monde byzantin (c'est le nom d'une douzaine d'empereurs) et en Russie, et toujours attribué à des garçons. Le prénom a par exemple été utilisé dans le roman La Gloire de l'Empire, de Jean d'Ormesson.
Presque inusité en français jusqu'au milieu du XXe siècle, le prénom connut une vogue dans les années quatre-vingt. En France, depuis quelques années, il est un des prénoms masculins les plus populaires.
Au XIe siècle, un poète français anonyme écrivit la Vie de saint Alexis. Il y décrivait les aventures d'un riche jeune Romain du Ve siècle, parti vers l'Orient à la recherche de Dieu, puis revenu incognito chez lui, déguisé en mendiant, pour finir ses jours dans la misère sans qu'aucun des siens ne le reconnaisse. Son corps fut découvert et reconnu par sainte Irène. Cette belle légende eut un immense succès. Georges de La Tour, notamment, en fit un tableau qui fut acquis par le roi Louis XIII de France qui le fit mettre dans sa chambre. On fêta longtemps cet Alexis légendaire le 17 juillet.
Aujourd'hui on lui préfère Alexis Falconieri, fondateur, en 1239, d'un ordre religieux, les servites de Marie, partagés entre la prière et la prédication, et que l'on célèbre le 17 février.

## Personnes portant ce prénom
- Pour voir toutes les pages commençant par Alexis, consulter la liste générée automatiquement pour le nom Alexis.

### Saints chrétiens
- Voir Saint Alexis , page d'homonymes.

### Autres personnalités masculines portant ce prénom
- Alexis le Comique, un poète et dramaturge grec athénien du IVe siècle av. J.-C.
- Alexis de Tocqueville
- Les Alexis Ier  sont des monarques russe ou romain ou bien des patriarches de Moscou. Ainsi Alexis Ier Comnène, empereur byzantin
- Alexis Petrovitch de Russie (1690-1718), tsarévitch, mort en prison.
- Alexis Nikolaïevitch de Russie (1904-1918), tsarévitch, victime de la révolution russe.
- Alexis de Russie
- Alexis Grüss
- Alexis Carrel, chirurgien et biologiste français
- Alexis, de son vrai nom Dominique Vallet, scénariste et dessinateur de bandes dessinées français
- Alexis Gourvennec, leader syndical breton
- Aléxis Tsípras, homme politique grec

### Autres personnalités féminines portant ce prénom
- Alexis Amore est une actrice pornographique péruvienne.
- Alexis Texas est une actrice pornographique américaine.
- Alexis Bledel est une actrice américaine.

### Personnalités portant ce prénom  sous forme composée
- Amans-Alexis Monteil est un historien français.
- Jean-Alexis Jaubert est un homme politique français.
- Louis-Alexis Baudouin est un capitaine français.
- Pierre-Alexis Bizot, plus connu sous le pseudo de Domingo, est un célèbre streameur français sur la plate-forme Twitch, créateur de l'émission de pop-culture Popcorn.

## Personnalités portant ce nom

### Italien
- Alberto Alessio est un mathématicien italien
- Angelo Alessio est un entraîneur et joueur de football italien
- Antonio Alessio est un ingénieur aéronautique italien
- Francesco Sofia Alessio est un poète italien
- Franco Alessio est un historien italien de la philosophie
- Giovanni Alessio est un linguiste et conférencier italien
- Giovanni Alessio est un homme politique italien
- Giulio Alessio (1853-1940) est un économiste, homme politique et universitaire italien.
- Simone Alessio  est une taekwondoka italienne